# 奇普拉纳
奇普拉纳，是西班牙阿拉贡自治区萨拉戈萨省的一个市镇。 总面积39平方公里，总人口403人（2001年），人口密度每平方公里10人。